# Christian Friedrich Lautenschlager

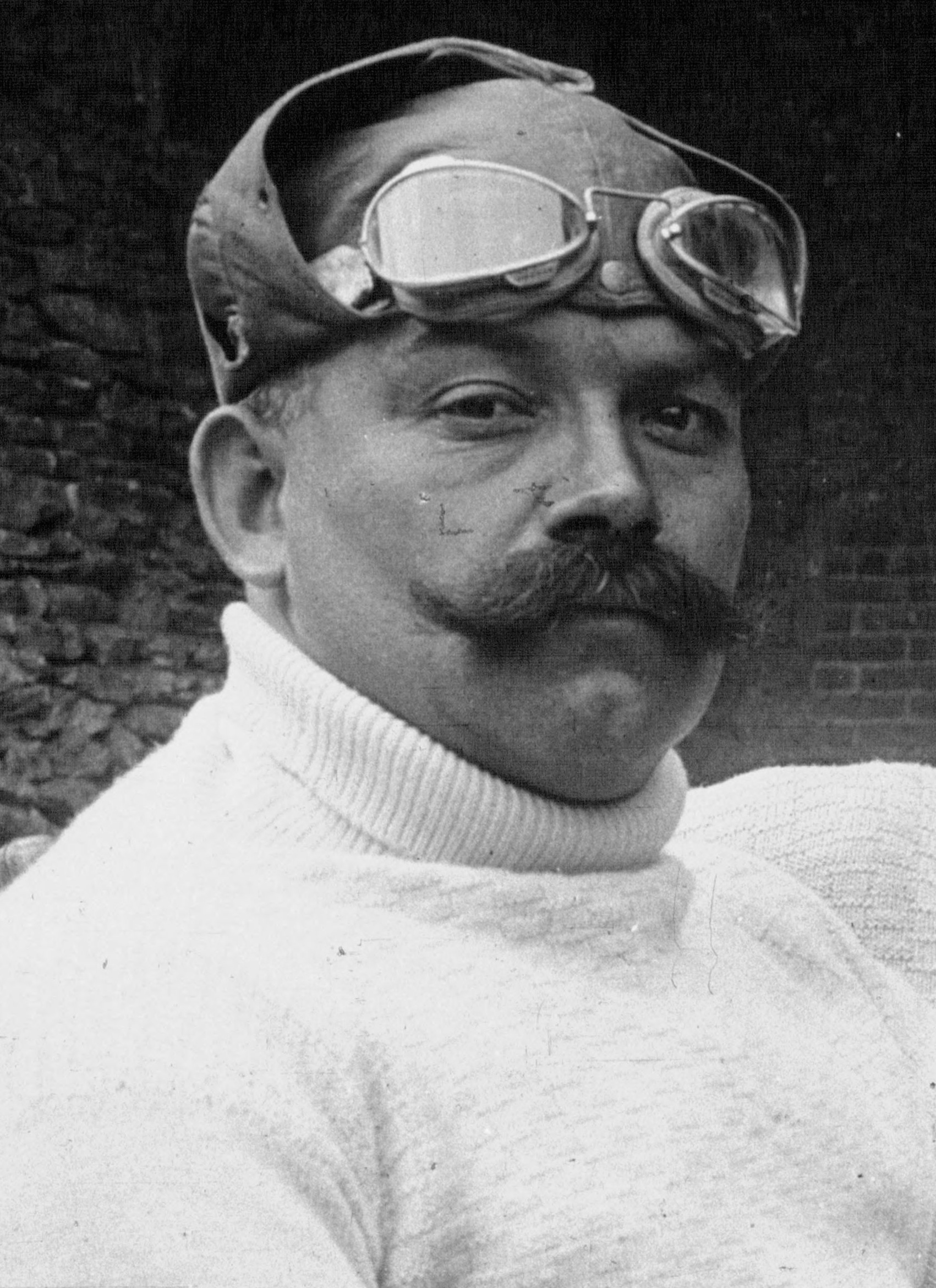
Christian Lautenschlager beim Großen Preis von Frankreich 1914

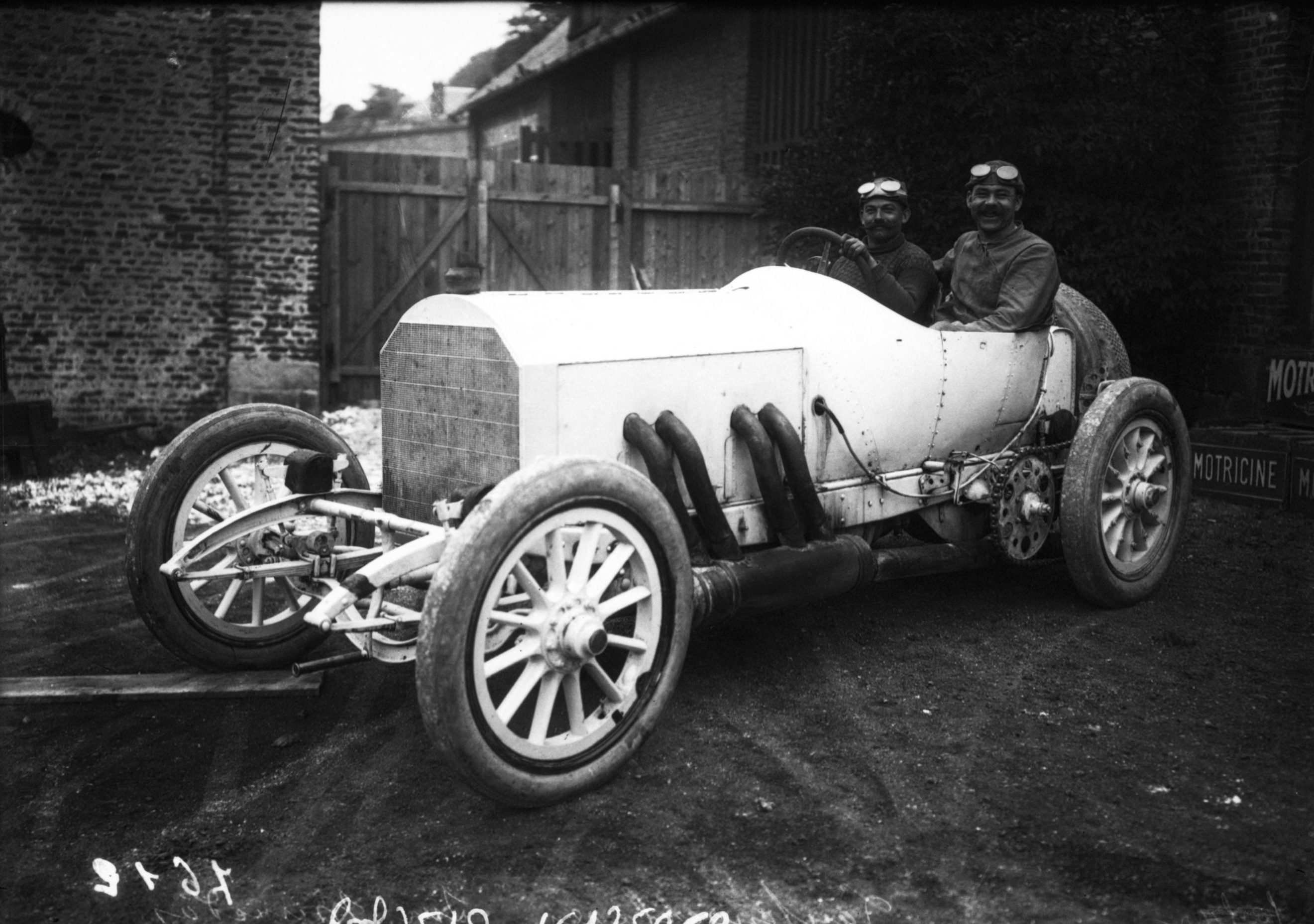
Im Mercedes beim Großen Preis von Frankreich 1908

Christian Friedrich Lautenschlager (* 13. April 1877 in Magstadt; † 3. Januar 1954 in Untertürkheim) war ein deutscher Mechaniker und Automobilrennfahrer.

## Leben
Nach einer Schlosserlehre und mehrjähriger Wanderschaft wurde Lautenschlager 1899 als Mechaniker von Gottlieb Daimler im Fahrzeugbau der Daimler-Motoren-Gesellschaft (DMG) in Cannstatt eingestellt. Ab 1905 war er als Meister in der Fahrabteilung für Inspektionen und Einfahrarbeiten zuständig und erhielt dadurch die Möglichkeit, am Automobilsport aktiv teilzunehmen. Als die Daimler-Wagen 1906/07 wenig erfolgreich im Automobilsport abschnitten, wurde Lautenschlager als Rennfahrer in das DMG-Team aufgenommen. Sein überraschender Sieg im Großen Preis von Frankreich 1908 rückte die DMG wieder stärker in den Mittelpunkt des öffentlichen Interesses. Der Absatz von Mercedes-Wagen konnte bis 1912 verdreifacht werden. Am 4. Juli 1914, kurz vor Ausbruch des Ersten Weltkrieges, gelang ihm ein weiterer Sieg beim Großen Preis von Frankreich, der diesmal in Lyon ausgetragen wurde. Mit diesem Sieg erreichte Lautenschlager den Höhepunkt seiner beruflichen Laufbahn und begründete den Weltruf von Mercedes.
Nach dem Ersten Weltkrieg kam der Grand-Prix-Motorsport in Europa vorläufig zum Erliegen. Lautenschlager startete danach bei der Targa Florio auf Sizilien und belegte 1922 und 1924 jeweils den 10. Platz. 1923 fuhr er bei den 500 Meilen von Indianapolis in den USA in einem von drei Mercedes-Rennwagen, schied aber wegen eines Unfalls aus. 1925 fuhr er sein letztes Rennen in Palermo.
Nach dem Ende seiner aktiven Zeit arbeitete Lautenschlager bis zu seiner Pensionierung 1936 weiterhin bei Daimler-Benz in Stuttgart als Fahrmeister. Er starb 76-jährig in Fellbach. Sein Grab liegt auf dem Friedhof in Stuttgart-Wangen.

## Statistik

### Rennen
- 1906: Ardennen-Rennen (Beifahrer von Otto Salzer)
- 1907: Kaiserpreis-Rennen, Großer Preis von Frankreich (jeweils Beifahrer von Otto Salzer)
- 1908: Großer Preis von Frankreich bei Dieppe
- 1913: Großer Preis von Frankreich in Le Mans
- 1914: Großer Preis von Frankreich bei Lyon
- 1922: Targa Florio auf dem Medio circuito delle Madonie auf Sizilien
- 1923: Targa Florio auf dem Medio circuito delle Madonie auf Sizilien, Indianapolis 500 in Indianapolis
- 1924: Targa Florio und Coppa Florio auf dem Medio circuito delle Madonie auf Sizilien

## Auszeichnungen
- 1908: Siegerpokal Großer Preis von Frankreich bei Dieppe
- 1910: Verleihung der goldenen Medaille des Stanislaus-Ordens durch Zar Nikolaus II. von Russland
- 1914: Siegerpokal Großer Preis von Frankreich bei Lyon